# Malinda Russell
Malinda Russell (ca.1812 - ?) fue una mujer libre de Tennessee que se ganó la vida como cocinera y publicó el primer libro de cocina conocido de una mujer negra en Estados Unidos. El libro es históricamente significativo, ya que muestra que la cocina negra sureña no era únicamente el dominio de la cocina pobre, sino que proporciona evidencia de una habilidad cosmopolita sofisticada con platos complejos.

## Primeros años
Nació alrededor de 1812 en el condado de Washington, Tennessee, y se crio en el condado de Greene. Poco se sabe de su infancia, aparte de que su madre, Karon, murió cuando Russell era una niña. Karon fue parte del primer grupo de esclavos liberados por un hombre de Virginia llamado Sr. Noddie. Russell alcanzó un alto nivel de educación durante el período. En la década de 1830, cuando Russell tenía alrededor de 19 años, viajó a Virginia con un certificado que avalaba su carácter, escrito por un tal Doctor More. Su plan era ir de Lynchburg, Virginia, a Liberia. Cuando llegó, no tenía un centavo, un compañero de viaje la robó y entonces aceptó trabajar para una familia de Lynchburg como enfermera y compañera de viaje. Una esclava, Fanny Steward, que había sido liberada por su amo de Virginia, enseñó a Russell a cocinar, utilizando The Virginia House-wife, escrito por Mary Randolph.

## Carrera

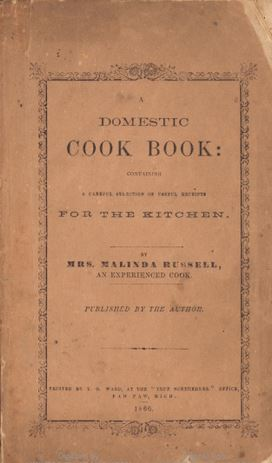
Domestic Cook Book: Containing a Careful Selection of Useful Receipts for the Kitchen.

Russell se convirtió en cocinera, principalmente de productos horneados. Se casó con Anderson Vaughn cuando todavía estaba en Virginia y tuvo un hijo inválido con él. Vaughn murió cuatro años después y Russell comenzó a trabajar como lavandera para mantenerse a sí misma y a su hijo. En algún momento, regresó a Tennessee y gestionó una pensión en Chuckey Mountain cerca de Cold Spring durante tres años. Luego dirigió una exitosa pastelería durante unos seis años. Cuando su casa de Tennessee fue asaltada por bandas itinerantes de blancos en 1864, huyó con su hijo a Paw Paw, Míchigan, donde en 1866 publicó el primer libro de cocina de una mujer negra conocido, Domestic Cook Book: Containing a Careful Selection of Useful Receipts for the Kitchen, como un medio para obtener ingresos para ella y su hijo y ganar dinero para regresar a Greeneville, Tennessee. A los pocos meses de su publicación, la ciudad de Paw Paw fue destruida por un gran incendio y se desconocen más rastros de Russell.

## Libro
Russell publicó su libro por cuenta propia, en 1866, dando una breve historia de su vida y declarando en el prefacio que esperaba ganar un pasaje para regresar a casa con sus ganancias. La mayoría de las recetas eran para postres elegantes, como isla flotante, hojaldre y pastel de rosas, junto con platos principales como fricasé de bagre, patatas irlandesas con bacalao, y crema de cebolla dulce, que no contienen ninguno de los alimentos tradicionalmente aceptados como cocina sureña. También proporcionó recetas para ungüentos y colonias, así como consejos para el hogar. El libro, que contiene 265 recetas, fue escrito para personas que ya sabían cocinar, ya que se dan pocas instrucciones sobre los métodos de preparación. La mayoría de las recetas contienen una lista de ingredientes, aunque en algunos casos se proporciona un consejo de cocina.
En 2000, el libro fue comprado por Jan Longone, un coleccionista de libros de cocina antiguos y conservador de la historia culinaria de América en la Biblioteca William L. Clements de la Universidad de Míchigan, quien lo adquirió de Janet Jarvits, un vendedor de libros de cocina que había comprado el libro a Helen Evans Brown. Longone se dio cuenta de que era el primer libro de cocina conocido escrito por una mujer afroamericana y pasó los siguientes siete años investigando y tratando de reconstruir la historia de Russell. Longone publicó información sobre el libro y lo que sabía de la vida de Russell en Gastronomica (2001) y el artículo llamó la atención. En 2007, Longone publicó un facsímil de edición limitada del libro de cocina de Russell y celebró un simposio en la Biblioteca Clements, donde distribuyó las copias. El libro de Malinda Russell está ahora en manos del Centro de Investigación de Colecciones Especiales de la Biblioteca de la Universidad de Míchigan como parte del Archivo Culinario de Janice Bluestein Longone.